# Pantale de Bâle
Pour les articles homonymes, voir Saint-Pantaléon et Pantaléon (homonymie).
Pantale de Bâle († vers 451), ou saint Pantale ou Pantalus ou Pantulus, est un des premiers évêques de Bâle, saint patron du diocèse de Bâle, qui serait mort martyr à Cologne avec sainte Ursule et ses compagnes.
C'est un saint catholique fêté localement le 12 ou le 13 octobre.

## Hagiographie
Il appartiendrait à la famille des comtes de Frobourg, qui tirent leur origine d'un château du même nom près d'Olten.
Selon la tradition hagiographique, il est au Ve siècle  évêque de Bâle, appelé aussi évêque des Rauraques, à l'époque où les Huns dévastaient les Gaules, la Germanie et l'Italie.
Tout comme Justinien des Raurarques, l'un des autres premiers évêques de Bâle qui fut cosignataire des actes du synode de Cologne en 346, il aurait résidé dans l'antique ville d'Augusta Raurica (actuelle Augst), à l'est de Bâle, au castrum Rauracense (Kaiseraugst).
Selon la légende, à Bâle, avec son clergé, il aurait accueilli sainte Ursule et ses 11 000 compagnes qui se rendaient à Rome en pèlerinage. Il se serait joint au pèlerinage des 11 000 vierges qu'il aurait conduit jusqu'à Rome. Il serait ensuite revenu avec elles à Bâle, et les aurait raccompagnées par le Rhin jusqu'à leur ville de Cologne. À leur arrivée à Cologne, les Huns les auraient surpris et les auraient tous mis à mort. Il y serait mort en martyr avec sainte Ursule et ses compagnes.
Son historicité est difficile à établir. Quoi qu'il en soit, son histoire légendaire est liée aux traditions de celle de sainte Ursule et de ses compagnes, et elle s'est transmise durant de nombreux siècles. En 1157, selon une vision d'Élisabeth de Schönau, sa pierre tombale aurait été retrouvée dans l'abbaye Sainte-Ursule de Cologne. Il semblerait que ce n'est qu'à cette date tardive qu'il ait pu être associé à sainte Ursule, en raison d'une référence à la sainte sur la tombe retrouvée. Il est nommé « premier évêque de Bâle » dans l’hagiographie et dans nombre d'anciens livres liturgiques, comme dans le bréviaire manuscrit de Frédéric ze Rhein en 1430. Il se trouve que, dans le Propre diocésain de Bâle de 1697, il n'apparaît qu'avec la seule mention de « patron du diocèse ». Dans le propre diocésain de 1869, il y est mentionné d'une manière plus générale comme l'un des « premiers évêques de Bâle », mais toujours comme martyr à Cologne avec sainte Ursule et ses compagnes.

## Reliques

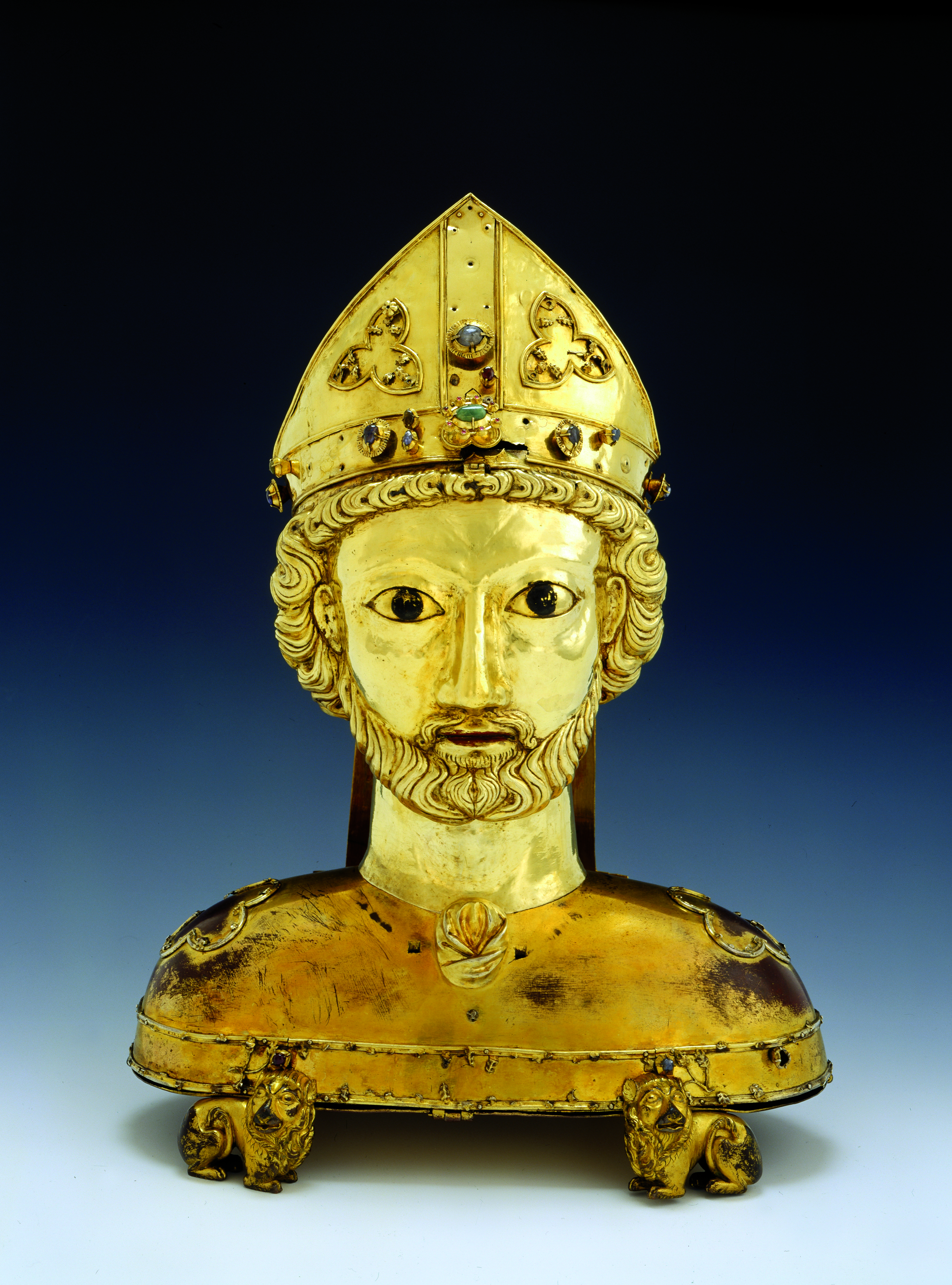
Buste reliquaire de saint Pantale, issu du Trésor de la cathédrale de Bâle, aujourd'hui au Musée historique de Bâle

Des reliques découvertes à Cologne vers 1157 lui ont été attribuées.
La relique de son crâne a été solennellement transférée à Bâle en 1270, et se trouve actuellement au couvent bénédictin de Mariastein depuis 1833.

## Patronage
Il est le patron secondaire de la cathédrale et du diocèse de Bâle

## Fête
Il est fêté localement le 12 octobre par le diocèse de Bâle, comme l'un de ses patrons et de ses premiers évêques. Il est parfois aussi fêté le 13 octobre.

## Homonymes
Il ne faut pas confondre saint Pantale ni avec Pantaléon de Nicomédie, médecin de la cour de l'empereur Galère et saint martyr IVe siècle, ni avec Pantoléon qui est un moine byzantin du VIe siècle à Jérusalem.

## Représentations dans l'art

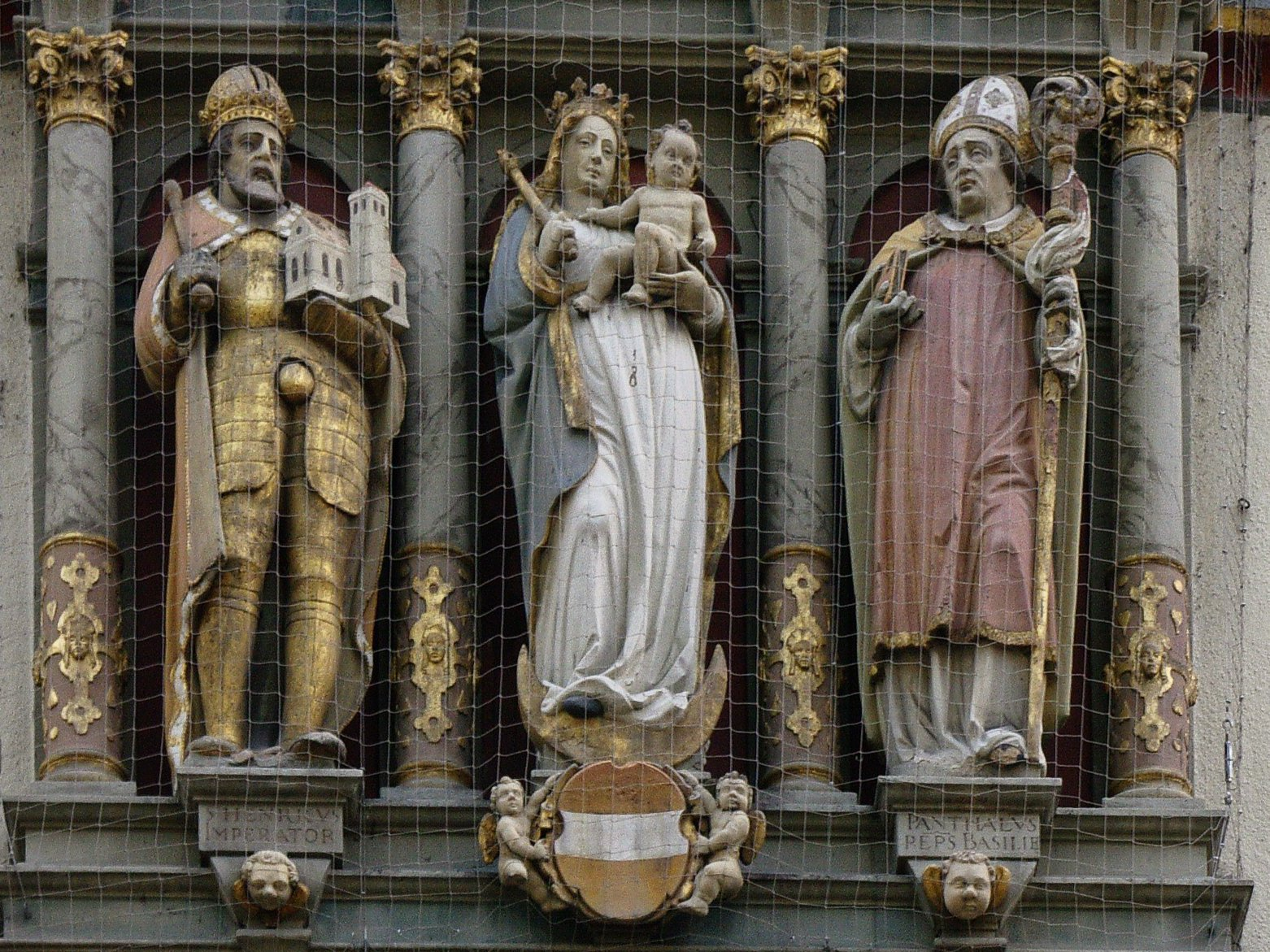
Statues des trois saints patrons de Bâle : Henri II, la Vierge Marie portant l'enfant Jésus, et Saint Pantale ; sur le "Basler Hof" (présidence du gouvernement) de Fribourg-en-Brisgau
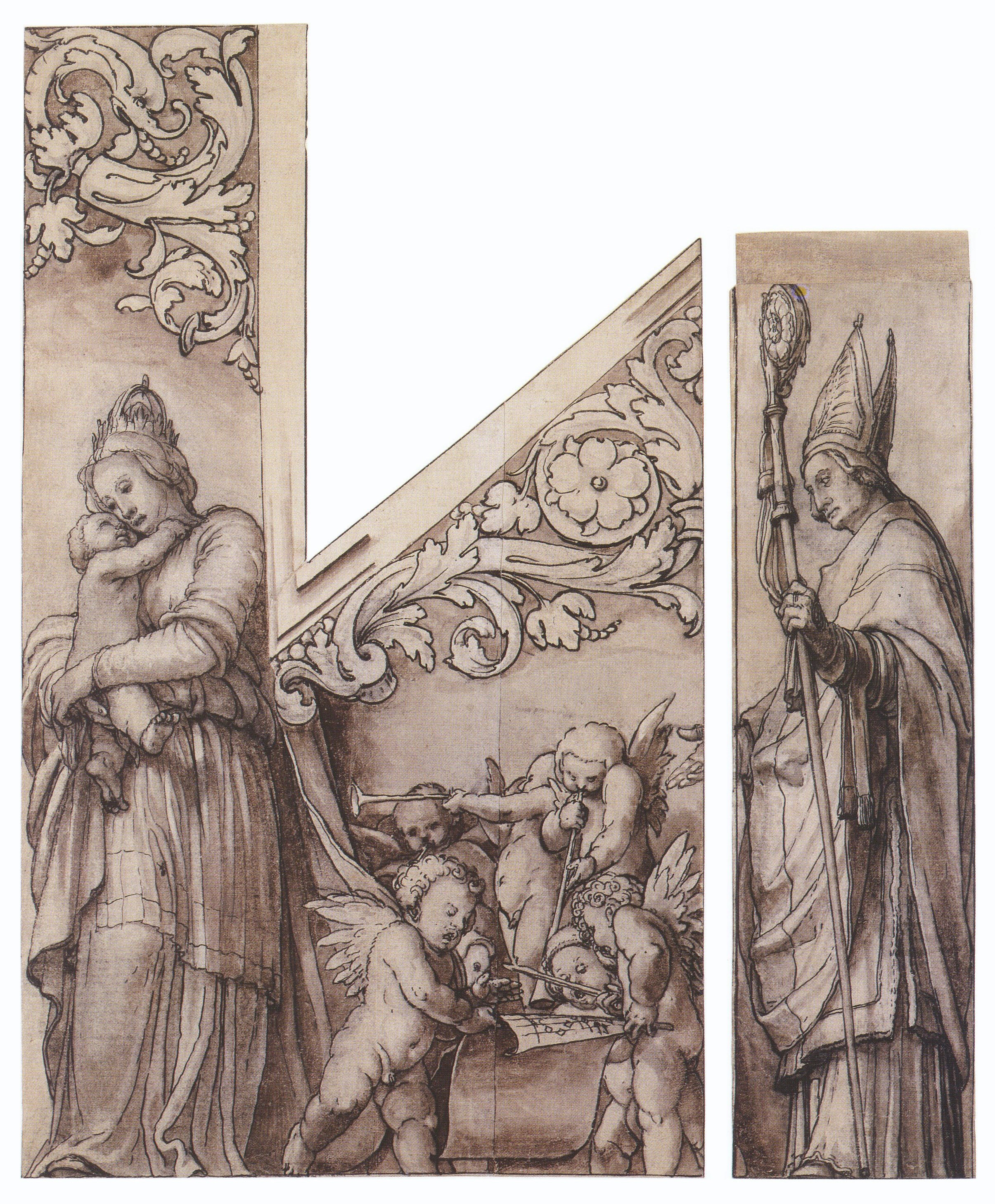
Ornement d'orgue, représentant la Vierge à l'enfant avec un cortège d'anges musiciens, et saint Pantale à droite, réalisé en 1525 (Musée des Beaux-Arts de Bâle)
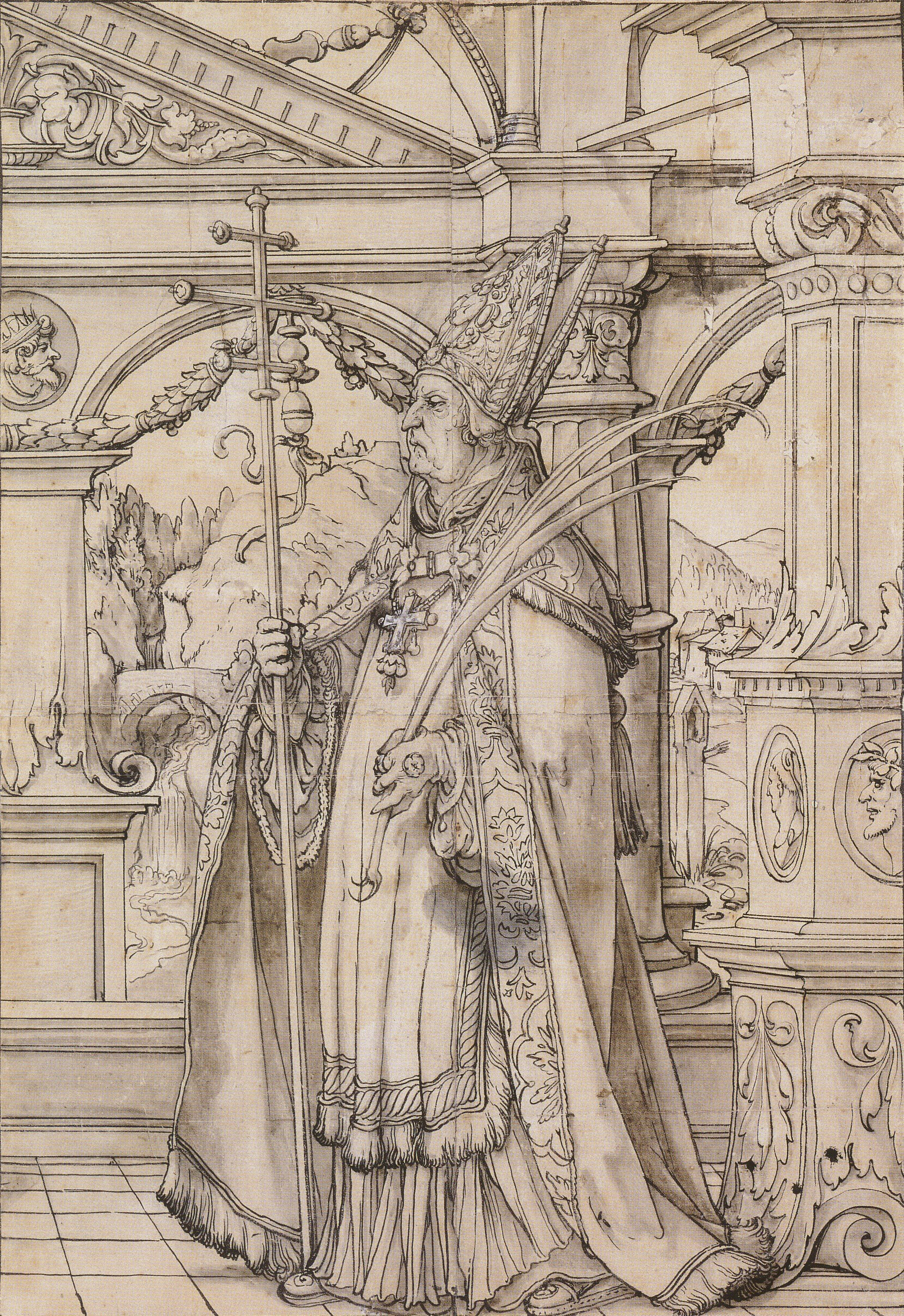
Saint Pantale sous un portique de renaissance, dessiné pour un vitrail, réalisé en 1519-1521 (Musée des Beaux-Arts de Bâle)
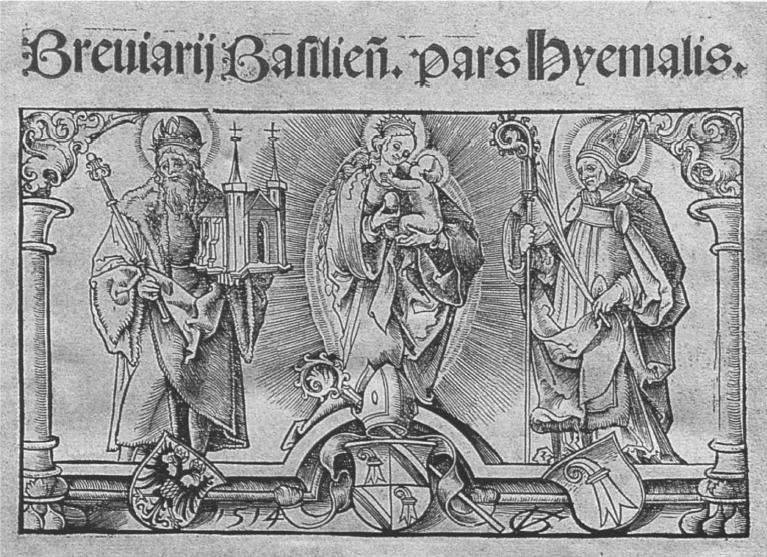
Gravure représentant les trois saints patrons de Bâle : Henri II, la Vierge Marie portant l'enfant Jésus, et Saint Pantale (bréviaire issu du trésor de la cathédrale de Bâle)